# Воскресеновский сельсовет (Астраханская область)
Воскресе́новский сельсове́т — упразднённое сельское поселение в Лиманском районе Астраханской области Российской Федерации.
Административный центр — село Воскресеновка.

## История
Муниципальное образование «Воскресеновский сельсовет» образовано в 1991 году.
6 августа 2004 года в соответствии с Законом Астраханской области № 43/2004-ОЗ сельсовет наделен статусом сельского поселения.
Законом Астраханской области от 2 апреля 2015 года № 21/2015-ОЗ, муниципальные образования «Бударинский сельсовет» и «Воскресеновский сельсовет» преобразованы путём объединения в муниципальное образование «Бударинский сельсовет» с административным центром в селе Бударино.

## Население
| 2010 | 2012 | 2013 | 2014 | 2015 |
| ---- | ---- | ---- | ---- | ---- |
| 257  | ↗259 | ↘251 | ↗252 | ↘249 |

## Состав сельского поселения
В состав сельского поселения входил 1 населённый пункт:
| № | Населённый пункт | Тип населённого пункта       | Население |
| - | ---------------- | ---------------------------- | --------- |
| 1 | Воскресеновка    | село, административный центр | ↗252      |